# Zberoaia (okręg Jassy)
Zberoaia – wieś w Rumunii, w okręgu Jassy, w gminie Gorban. W 2011 roku liczyła 335 mieszkańców.